# Ana Estrella Santos
Ana Estrella Santos (n. Quito) es una dialectóloga y escritora ecuatoriana, ganadora del premio Aurelio Espinosa Pólit en 2013. Es también profesora en la Pontificia Universidad Católica del Ecuador en Quito. 

## Biografía
Ana Estrella es docente de la Facultad de Comunicación, Lingüística y Literatura de la Pontificia Universidad Católica del Ecuador. Previamente ejercía como docente en la Universidad San Francisco de Quito; es también directora de la Escuela de Literatura de la Pontificia Universidad Católica del Ecuador. Obtuvo un doctorado en Filología Hispánica y Lingüística General en la Universidad Nacional de Educación a Distancia de Madrid. 
Desde 1998 es investigadora y posteriormente se convirtió en la directora del proyecto Atlas Lingüístico del Ecuador en la PUCE , el cual se trata de una investigación que está en fase de elaboración y que pretende cartografiar la forma de hablar de los ecuatorianos únicamente en el idioma español.
Además de haber ganado el Premio Nacional de Literatura Aurelio Espinosa Pólit en el 2013, que entrega la Pontificia Universidad Católica del Ecuador, gracias a su libro La curiosidad mató al alemán, en donde destacó el papel de la comunicación y reivindicó la importancia de la libertad de expresión que se puede ver afectada con la ley en vigencia en el país de Ecuador; también ha sido parte del jurado que entregan dichos premios. Ha publicado dos libros anteriores, este es su primero de cuentos.

## Obras publicadas
Ha escrito varios artículos de comunicación y lingüística, de entre ellos se destacan: 
- Análisis del lenguaje políticamente correcto en Ecuador: el caso de ‘centros de rehabilitación’ y de ‘personas privadas de su libertad’[7] (2017). Publicado en la Revista PUCE.[8]
- El léxico de Pichincha y Guayas : un estudio comparativo (2009). Publicado en la Pontificia Universidad Católica del Ecuador
- La curiosidad mató al alemán y otros cuentos (2013).[9]

- El uso del verbo en el habla de Quito.
- ¡Full lindo!: Acerca del uso de full en el habla de Ecuador.[10] Publicado en la Revista PUCE[8]
- Verdadera Vida y Milagros de un Figurón Sebruno...: un pasquín inédito de principios del siglo XIX (Estudios).[11] Publicado en Revista Andina de Letras[12] (Quito), 49-76. Universidad Andina Simón Bolívar, Corporación Editora Nacional.[13]

Estrella ha publicado artículos en inglés en colaboración con otros investigadores, como Pilar Prieto, Jill Thorson, María del Mar Vanrelll. De entre ellos se destacan:
- "Is prosodic development correlated with grammatical and lexical development? Evidence from emerging intonation in Catalan and Spanish".[16] Publicado en el "Journal of Child Language"[17] 39 (2), 221-257.
- "Politeness and prosody: Interaction of prosody in the requests with ‘‘dar’’as a benefactive in Ecuadorian Andean Spanish". Publicado en "Phonetics and Phonology in Iberia 2007" Conference (PaPI), Braga (Portugal).
- "Early International Development in Spanish: A Case Study". Publicado en "13th Hispanic Linguistics Symposium", 203-213.